# Reshat Bardhi
Haxhi Reshat Bardhi (* 4. Mai 1935 in Lusna, Kreis Kukës, Albanien; † 2. April 2011 in Tirana, Albanien) war Dedebaba (Groß-Dede) des Sufiordens (tariqa) der Bektaschi und damit das Oberhaupt dieser moslemischen Glaubensgemeinschaft. Als solches residierte er in der albanischen Hauptstadt Tirana.

## Leben
Angehörige Reshat Bardhis nahmen im Zweiten Weltkrieg am antifaschistischen Widerstandskampf der Albaner teil. Zwei seiner Brüder waren Partisanen. 1948 übersiedelte die Familie Bardhi nach Tirana. Die Bardhis waren traditionell mit den Bektaschi verbunden und so wuchs auch Reshat in dieser religiösen Tradition auf. In Tirana beteiligte er sich zunächst an den wohltätigen Aktivitäten dieser Religionsgemeinschaft. Schrittweise wurde er in die religiöse Praxis der Bektaschi eingeweiht und widmete sich gleichzeitig theologischen Studien. Im Alter von 18 Jahren wurde er 1953 Derwisch.
In den folgenden beiden Jahren absolvierte Bardhi seinen Militärdienst. Zurückgekehrt zu seinen religiösen Pflichten, wurde er 1956 Baba, Vorsteher einer Bektaschigemeinde. Seit dieser Zeit verfolgten ihn die kommunistischen Machthaber. Von 1958 bis 1968 saß er unter der stalinistischen Diktatur von Enver Hoxha in Lagerhaft. Wie fast alle Albaner, die aus politischen oder weltanschaulichen Gründen im Gefängnis oder im Lager waren, wurde auch Bardhi nach der Haft in ein Internierungsdorf geschickt, das er nicht verlassen durfte und wo er für den Rest seines Lebens Zwangsarbeit leisten sollte. Bardhi wurde vorwiegend im Straßenbau und in Steinbrüchen eingesetzt, bis er nach dem Fall des Regimes 1990 nach über 32 Jahren freikam.
Reshat Bardhi kehrte nach Tirana zurück und wurde 1991 zum Dedebaba der Bektaschi berufen. Seitdem leitete er diese moslemische Glaubensgemeinschaft. Während seiner Amtszeit konnten viele Tekken in Mittel- und Südalbanien wieder aufgebaut oder neu eingerichtet werden, so zum Beispiel in Tirana, bei Elbasan, am Berg Tomorr und in Vlora. Gemäß der Tradition seines Ordens setzte sich Bardhi für Frieden und religiöse Toleranz ein. Zu den Bischöfen der christlichen Kirchen und den sunnitischen Muftis in Albanien pflegte er gute Kontakte. Am 18. März 2005 unterzeichnete er zusammen mit den Führern der anderen Religionen in Albanien eine Erklärung über moralisches Engagement und Zusammenarbeit.
Am 2. April 2011 starb er an den Folgen einer Herzkrankheit. Sein Nachfolger wurde Haxhi Baba Edmond Brahimaj.